# متحف ميليتوبول للتاريخ المحلي
متحف ميليتوبول للتاريخ المحلي (بالأوكرانية: Мелитопольский крайонного музей) هو متحف في ميليتوبول، أوكرانيا. يعرض مقتنيات ترتبط بتاريخ المنطقة وطبيعتها. يقع المتحف في قصر تشيرنيكوف السابق، الذي شُيد في 1913. تتولى ليلى إبراهيموفا إدارة المتحف اعتباراً من 2022.

## تاريخه
بدأت مجموعة المتحف في 1900، عندما اشترت زيمتوف ميليتوبول (ما يشبه البلدية) مجموعة من 180 طائراً محنطاً مقابل 750 روبل. ضُمت مجموعة زيمتوف مع مجموعة مدرسة ميليتوبول الثانوية في 1910. افتتح متحف ميليتوبول الإقليمي في مبنى في شارع دزيرجينسكي في 1 مايو 1921، وكان أول مدير للمتحف هو المُعلم دي. سيرديوكوف.
تشكل المتحف من ثلاث غرف صغيرة ورواق اعتباراً من 1928. تضمنت الغرف الثلاث أقساماً تاريخية وطبيعية، بالإضافة إلى أقسام إثنوغرافية وأثرية. على الرغم من أن المتحف كان يحتوي على العديد من المعروضات، أدى الافتقار إلى المساحة والتنظيم غير المنهجي للمواد المتحفية إلى صعوبة الوصول إلى المقتنيات، وفقاً لمدير المتحف آي. بي. كوريلو-كريمتشاك.
بدأ كوريلو-كريمتشاك أعمال حفظ مكثفة في أوائل الثلاثينيات من القرن الماضي، لحماية المحميات الطبيعية في شمال بريازوفيا من الاستيلاء عليها للأغراض الزراعية. ومع ذلك، طُرد من المتحف واعتُقل في يناير 1935. وقد عينه الألمان عمدة لمدينة ميليتوبول خلال الحرب العالمية الثانية، واستأنف العمل في المتحف مرة أخرى كمدير له.
انتقل المتحف إلى قصر تشيرنيكوف السابق في شارع كارل ماركس (شارع ميهايلو هروشيفسكي حالياً) في 1967. أصبح بي دي. ميخايلوف مديراً للمتحف منذ 1971. أُقيم مُجسم يصور «هجوم القوات السوفيتية على خط وتان في أكتوبر 1943» في المتحف في 1972.
اعتقلت القوات الروسية مديرة المتحف، ليلى إبراهيموفا، من منزلها واقتادتها إلى مكان مجهول على إثر الهجوم الروسي على المدينة في 10 مارس 2022. كما ورد أن القوات الروسية سرقت مجموعة مصنوعة من ذهب سكيثي، والتي اكتشفها علماء آثار خلال خمسينيات القرن الماضي. قالت إبراهيموفا إن القوات الروسية نهبت ما لا يقل عن 198 قطعة ذهبية وأسلحة قديمة نادرة وعملات فضية ترجع لعدة قرون وأوسمة مميزة.

## مبنى المتحف
شُيد القصر المكون من ثلاثة طوابق للتاجر إيفان تشيرنيكوف من الدرجة الثانية في النقابة التجارية في 1913. زُينت الديكورات الداخلية للمبنى بزخارف غنية من الجص الفني. انتُخب إيفان إيغوروفيتش تشيرنيكوف مرتين رئيساً لمجلس مدينة ميليتوبول - من 1891 إلى 1895، ومن 1901 إلى 1905. امتلك الأخوان تشيرنيكوف بيتاً تجارياً متخصصاً في إمداد مصنعي ميليتوبول. كان هناك متجر لبيع ماكينات الخياطة لشركة «سينغر» الأمريكية في الطابق الأول من قصر تشيرنيكوف، وكان الطابقان العلويان من المنزل عبارة عن منشآت سكنية.
هاجرت عائلة تشيرنيكوف إلى فرنسا في 1917. ضم المبنى المقر الرئيسي للجنرال بيوتر رنجل من يونيو إلى أكتوبر 1920. وشغلته أندية عمل خلال عشرينيات وثلاثينيات القرن الماضي. كان القصر مقراً لمكتب القائد الألماني خلال الحرب العالمية الثانية، وبعد تحرير ميليتوبول كان يضم لجان الحزب الشيوعي والكَمسَمول (اتحاد منظمات الشباب السوفيتي). عمل بنك توفير لسنوات عديدة في الطابق الأرضي من المبنى، الذي حولته سلطات المدينة إلى متحف للتاريخ المحلي في 1967.

## المقتنيات
تضم مجموعة متحف ميليتوبول للتاريخ المحلي حوالي 60.000 قطعة. من بينها مجموعة فريدة من الذهب السكيثي ترجع للقرن الرابع قبل الميلاد، والتي أمكن الحصول عليها نتيجة الحفريات في كورغان ميليتوبول. يحتوي المتحف على مجموعة نقدية تشمل عملات معدنية وأوامر وميداليات ورموز وأختام وشارات وأوراق نقدية. أمكن الحصول على الكثير من المجموعة في 1986 نتيجة الاكتشاف العرضي لمجموعة من العملات الفضية من فترة 1895-1925. تعكس مجموعة المنسوجات السمات المميزة لمختلف مناطق ميليتوبول. تشمل مجموعة الفنون الزخرفية على قطع من الأثاث العتيق والخزف والفخار. تشمل المجموعة الطبيعية على عينات جيولوجية وحفرية ونباتاتية وحيوانية وحشرية.
يحتوي المتحف أيضاً على مجموعة من الصور والكتب والوثائق التاريخية التي تسجل جوانب الحياة الاقتصادية والسياسية والثقافية لميليتوبول. تضم المجموعة الفنية أعمال الفنان ألكسندر غريغوريفيتش تيشلر الذي كان من سكان المدينة. من الأشياء المهمة الأخرى في المجموعة حجر دوخوبور التذكاري، الذي نحته الدوخوبور خلال القرن التاسع عشر والذين نفوا من موطنهم بالقرب من ميليتوبول إلى قرية بوهدانيفكا، ستاروبوهدانيفكا.
اتهمت السلطات الأوكرانية الجنود الروس بنهب العديد من مقتنيات المتحف خلال الغزو الروسي لأوكرانيا 2022، أبرزها تاج هوني عمره 1500 عام.

## معرض الصور

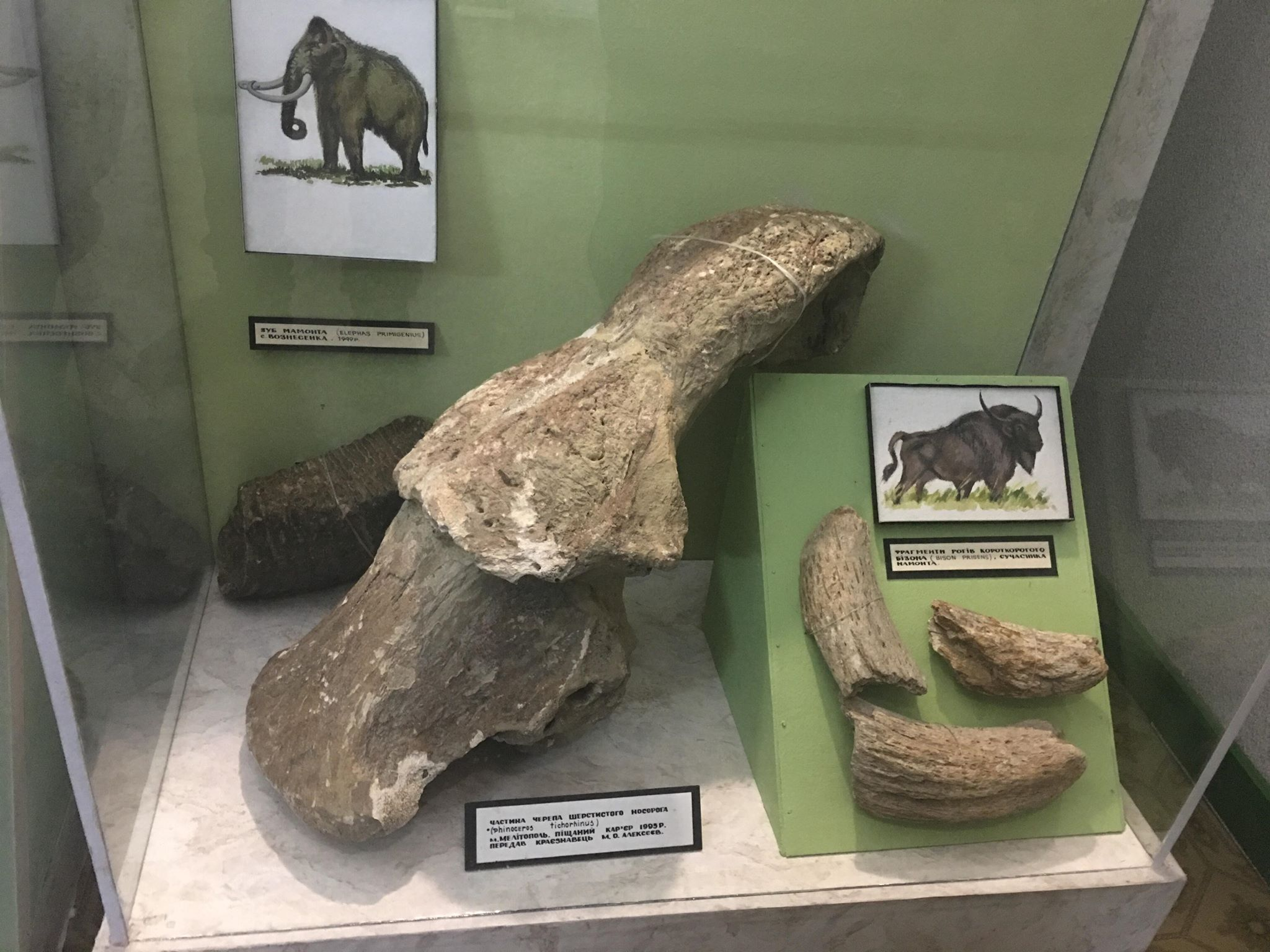
أجزاء من حيوانات العصر الجليدي في المتحف
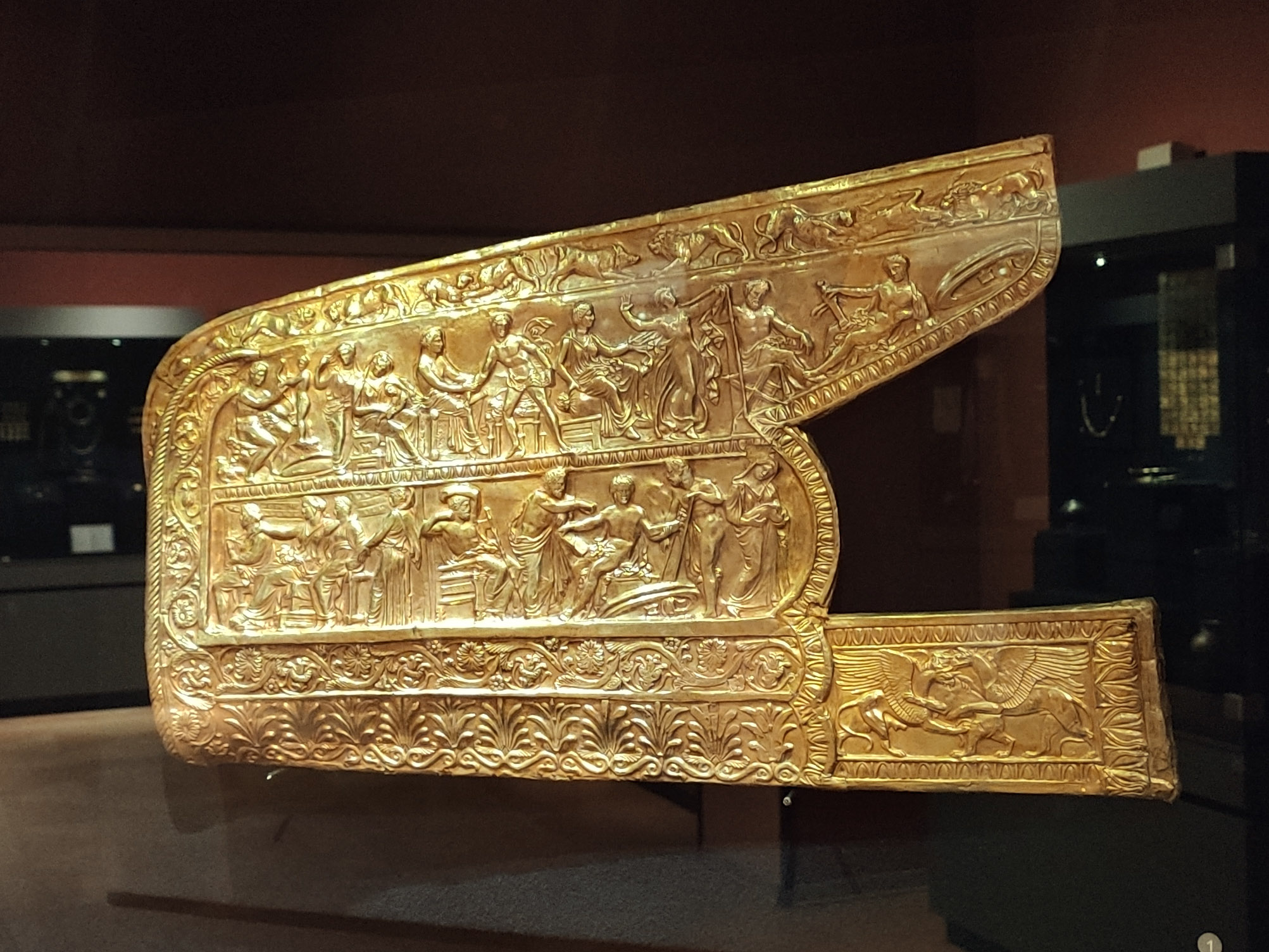
غوريتوس[الإنجليزية] (جعبة لحمل السهام) من الذهب السيكثي
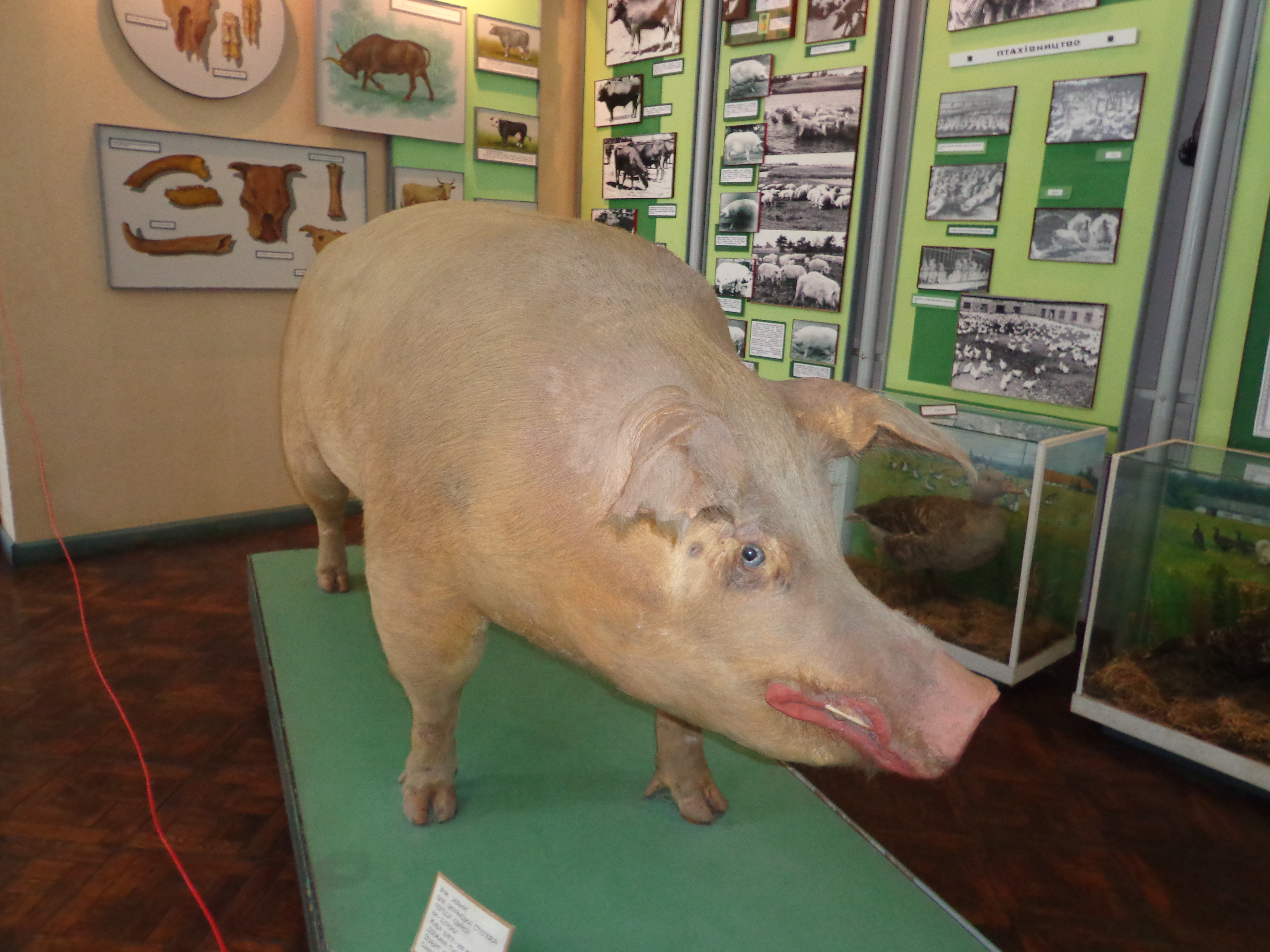
خنزير محنط
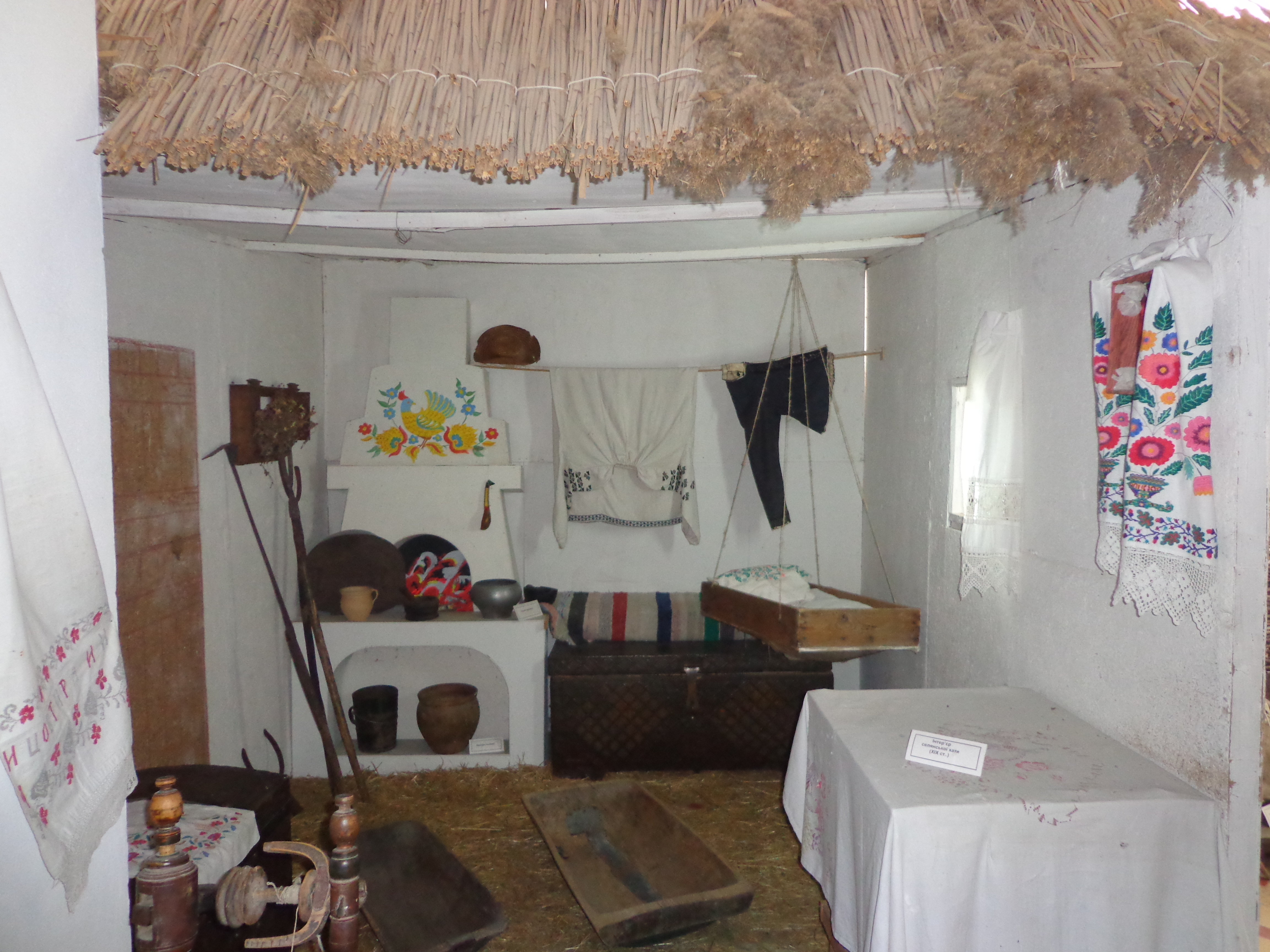
عرض شعبي
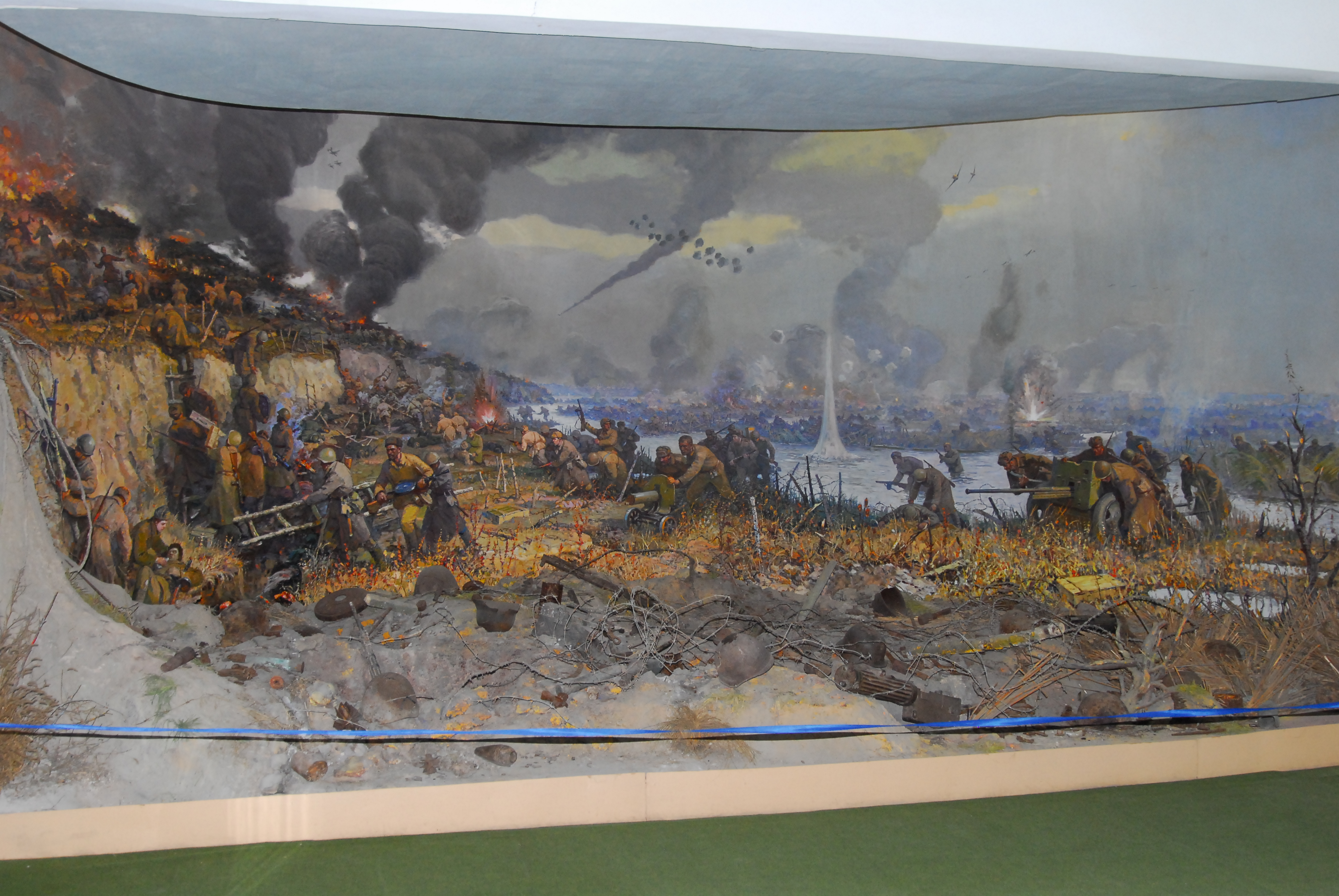
مجسم الهجوم على خط وتان

## وصلات خارجية
- Сайт Мелітопольського міського краєзнавчого музею نسخة محفوظة 9 червня 2017 على موقع واي باك مشين.
- "Мелитопольский краеведческий музей". prostir.museum. مؤرشف من الأصل في 2 березня 2022. اطلع عليه بتاريخ 2 травня 2014. {{استشهاد ويب}}: تحقق من التاريخ في: |تاريخ الوصول= و|تاريخ أرشيف= (مساعدة)(بالروسية)
- Виртуальный тур Мелитопольского городского краеведческого музея(بالروسية)